# マック NO 重牽引トラック
マック NOシリーズ 重牽引トラック（マック エヌオーシリーズ じゅうけんいんトラック）は、第二次世界大戦期にアメリカ合衆国で開発・運用された、大型の6輪駆動の牽引用トラックである。NOは、開発したマック・トラックスの社内での開発コード形式名である。マック 7.5t トラックなどの呼び方をされる事もある。アメリカ軍での正式名称は、Truck, 7 1/2 ton, 6x6, Prime Moverである。

## 概要
マック NOシリーズ 重牽引トラックは、第二次世界大戦期のアメリカ軍で、M1/M2"ロング・トム"155mmカノン砲のような重火砲を牽引する目的で開発された、重牽引トラックである。開発はマック・トラックス社で1940年から行われ、1942年になって、最初の試作車のNO-1が完成し、240mm榴弾砲を牽引する評価試験が行われた。
NO-1は5種類の牽引型トラックの最初の試作モデルで、キャブ部分はハードトップ型であった。小改良された初期量産型のNO-2はソフトトップキャブ型で、ウィンチはフロントバンパーの内側に装備されていた（NO-1ではフロントバンパーの上に装備）。NO-2は1943年に403両が生産された。続くNO-3とNO-6は、NO-2とほぼ同じ仕様の牽引型トラックで、1943年から1944年にかけて、1,097両が生産された。最終量産型のNO-7は、（これも、これまでの型と大きくは変わっていない）1944年から1945年にかけて、550両が生産された。これらの車両のいくらかは、第二次世界大戦後、イギリス軍、フランス軍、ベルギー軍、オランダ軍に供与された。
NO-4とNO-5は重レッカー車型で、荷台にクレーンを装備していた。これらの車両はそれぞれ1両ずつ試作されたが、その後量産には至っていない。
尚、アメリカ陸軍武器科の補給品カタログにおいて用いられる命名法システムでは、本車はG532として参照される。

## 形式

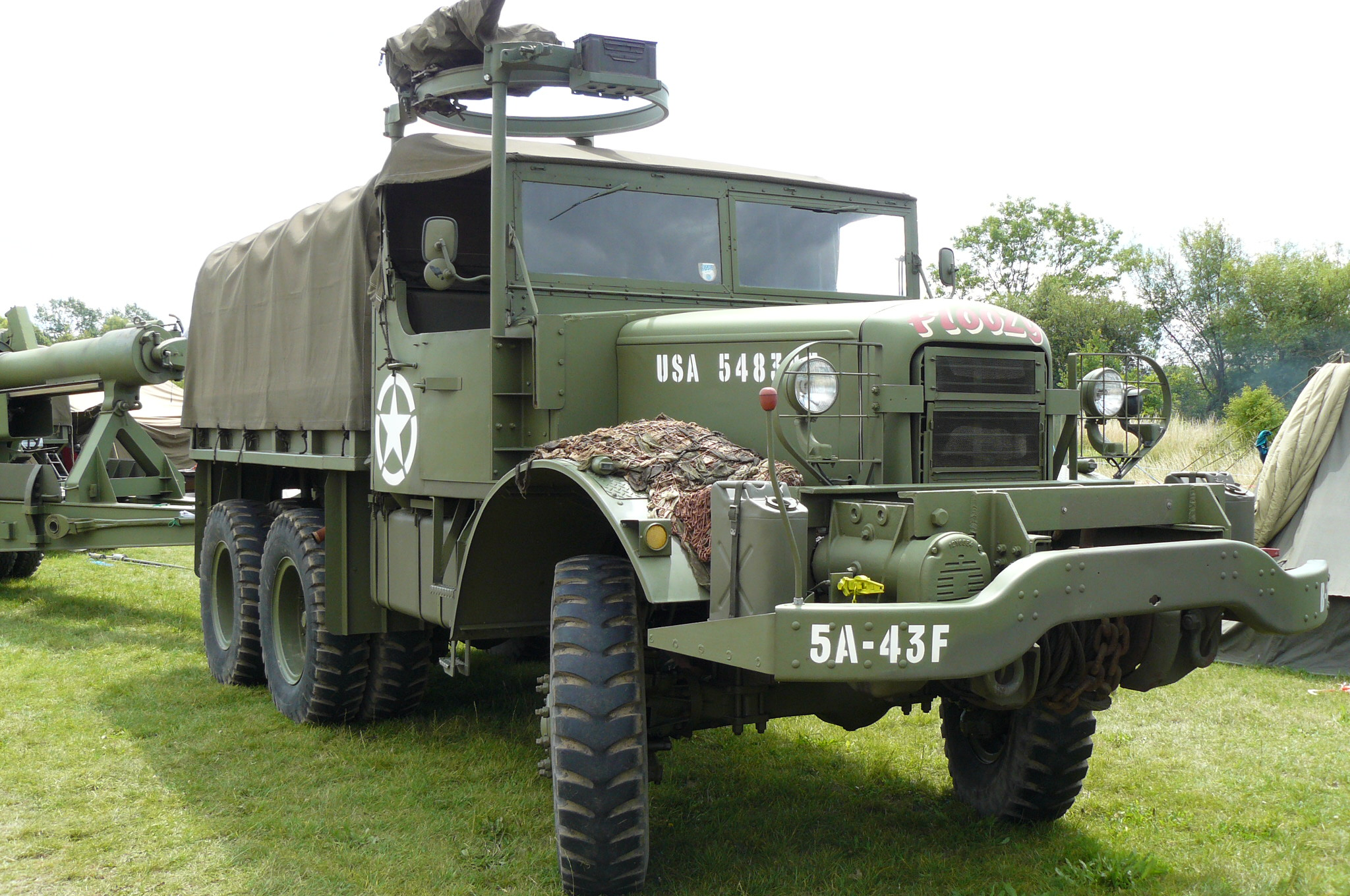
マックNO 重牽引トラック
機銃リングマウントが装備されている。

Mack NO-1
重火砲牽引型の試作型。1942年に、1両のみ製造された。ハードトップキャブ。
Mack NO-2
重火砲牽引型の初期量産型。1943年に、403両生産された。ソフトトップキャブ。
Mack NO-3、NO-6
重火砲牽引型の量産型。1943年から1944年にかけて、1,097両生産された。ソフトトップキャブ。
Mack NO-7
重火砲牽引型の最終量産型。1944年から1945年にかけて、550両生産された。ソフトトップキャブ。
Mack NO-4
クレーン装備の重回収レッカー車。1両のみ試作。
Mack NO-5
クレーン装備の重回収レッカー車。1両のみ試作。